# The Neuroscientist
Der Neuroscientist ist eine wissenschaftliche Fachzeitschrift, die vom SAGE-Verlag veröffentlicht wird. Die Zeitschrift erscheint mit sechs Ausgaben im Jahr. Es werden Übersichtsarbeiten aus allen Bereichen der Neurowissenschaften veröffentlicht.
Der Impact Factor lag im Jahr 2014 bei 6,837. Nach der Statistik des ISI Web of Knowledge wird das Journal mit diesem Impact Factor in der Kategorie klinische Neurologie an elfter Stelle von 192 Zeitschriften und in der Kategorie Neurowissenschaften an 21. Stelle von 252 Zeitschriften geführt.